# Богарин, Родриго
Родри́го Мануэ́ль Богари́н Химе́нес (исп. Rodrigo Manuel Bogarín Giménez; родился 24 мая 1997 года в Асунсьон, Парагвай) — парагвайский футболист, полузащитник клуба «Либертад».

## Клубная карьера
Богарин — воспитанник столичного клуба «Гуарани». 6 декабря 2014 года в матче против «3 февраля» он дебютировал в парагвайской Примере. 21 февраля в поединке против «Спортиво Сан-Лоренсо» Родриго забил свой первый гол за «Гуарани». В 2016 году Богарин стал чемпионом Парагвая.

## Международная карьера
В 2017 года Богарин принял участие в молодёжном чемпионате Южной Америки в Эквадоре. На турнире он сыграл в матчах против команд Колумбии, Чили, Бразилии и Эквадора.

## Титулы и достижения
- Чемпионат Парагвая по футболу (1): Клаусура 2016
- Обладатель Кубка Парагвая (2): 2018, 2019
- Лучший бомбардир чемпионата Парагвая (1): Клаусура 2017 (11 голов)